# Äimä
Äimä is een Zweeds eiland behorend tot de Haparanda-archipel. Het eiland ligt circa 19 kilometer ten zuiden van de plaats Haparanda. Het eiland heeft geen oeververbinding en is onbebouwd.
Äimä maakt deel uit van Natura 2000 en is begroeid met de primula nutans, de berk en wilde lijsterbes en veel droog laag struikgewas.